# Tak (Stadt)
Tak (thailändisch ตาก, vollständiger Name: เทศบาลเมืองตาก) ist eine Stadt (Thesaban Mueang) in der Provinz Tak. Die Provinz Tak liegt in der Nordregion von Thailand.
Tak ist die Hauptstadt des Landkreises (Amphoe) Mueang Tak und der Provinz Tak.

## Geschichte
In der Sukhothai Ära war Müang Tak eine Grenzstadt an der westlichen Grenze. Sie lag damals im Tambon Ko Taphao, dem heutigen Amphoe Ban Tak. Aus strategischen Gründen wurde sie später an die heutige Stelle verlegt. Ein weiterer alter Name der Stadt war Ra-Haeng.
Die berühmteste Persönlichkeit der Provinz ist zweifellos der General Taksin (1734–1782), der nach dem Fall des Königreiches Ayutthaya Siam nicht nur von den Birmanen befreite, sondern auch in alter Größe wieder vereinigte. Geboren als Sin in Ayutthaya wurde er Vize-Gouverneur in Tak, was ihm auch seinen späteren Namen einbrachte.
Siehe auch: Geschichte Thailands

## Geographie
Tak liegt etwa 420 Kilometer nordwestlich von Bangkok am Ostufer des Mae Nam Ping (Ping-Fluss), einem der großen Zuflüsse des Mae Nam Chao Phraya. Die Stadt ist umgeben von einer malerischen Bergwelt, sie gilt als Tor zum Norden Thailands.
Die wichtigste Wasser-Ressource ist der Maenam Ping, welcher die Stadt von Nordwest nach Südost durchfließt.

## Wirtschaft
Der Yan-hi-Staudamm (เขื่อนยันฮี, errichtet 1953–1964), im Volksmund nach dem Initiator auch Bhumibol-Talsperre genannt, ermöglicht eine geregelte Bewässerung des fruchtbaren Landes, ohne die üblichen Überschwemmungen zu gewärtigen. Darüber erzeugt man soviel Strom, dass die Hauptstadt Bangkok teilweise mitversorgt werden kann.

## Verkehr

### Straßenverkehr
Die Stadt bildet einen wichtigen Verkehrsknoten. Es gibt drei wichtige Fernstraßen, die in der Stadt aufeinandertreffen:
- Thanon Phahonyothin: Nord-Süd-Verbindung
- Thailand Route 12: nach Osten
- Thailand Route 105: nach Mae Sot Grenze zu Myanmar
- Asian Highway AH1
- Asian Highway AH2

### Bahnverkehr
Es gibt keinen Bahnhof.

### Flugverkehr
- Flughafen Mae Sot (IATA-Flughafencode: MAQ).

### Schiffsverkehr
Der Schiffsverkehr spielt kaum eine Rolle, da      die Bhumibol-Talsperre  den Transport über den  Mae Nam Ping (Ping-Fluss) behindert.

## Sehenswürdigkeiten
- Altstadt – mit zahlreichen authentischen Holzhäusern in altem Stil
- Denkmal des Königs von Siam, der Schrein des Somdej Phra Chao Taksin Maharat (17. April 1734 – 6. April 1782)
- Wat Bot Mani Si Bunrueang – nahe dem Sao Lak Mueang
- San Lak Mueang (Thai: ศาลหลักเมืองสี่มหาราช) – Verehrungsstätte für die Stadtgeister, errichtet 1992 auf einem Hügel am Ufer des Flusses Ping
- Wat Manibanphot Worawihan (Thai: วัดมณีบรรพตวรวิหาร) – königlicher, buddhistischer Tempel der Dritten Klasse
- Wat Si Talaram (Thai: วัดศรีตลาราม)
- Wat Khao Tham (Thai: วัดเขาถ้ำ)
- Wat Chaichana Songkhram
- Wat Tha Na
- Wat Pathum Khiri

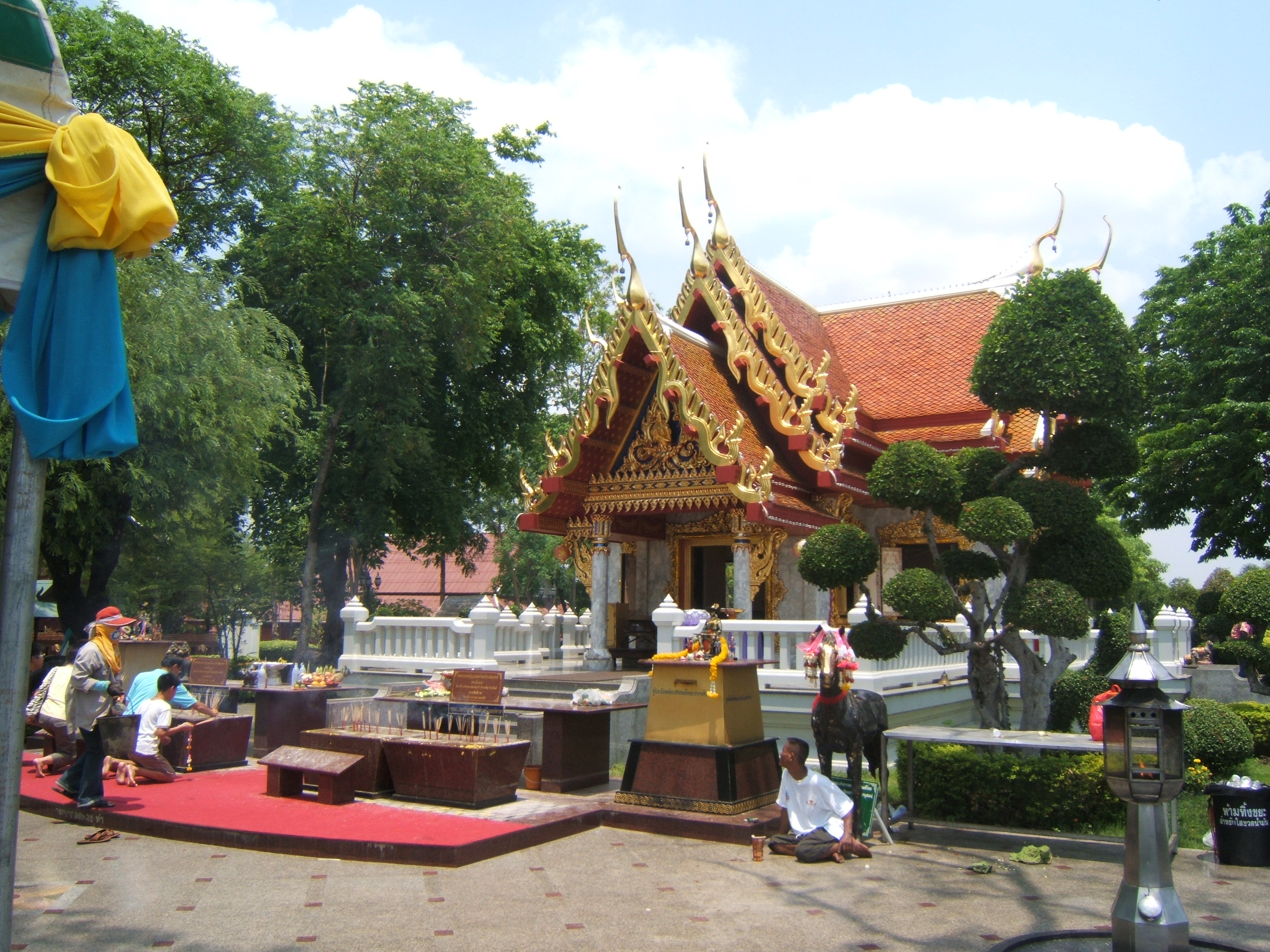
Taksin-Schrein
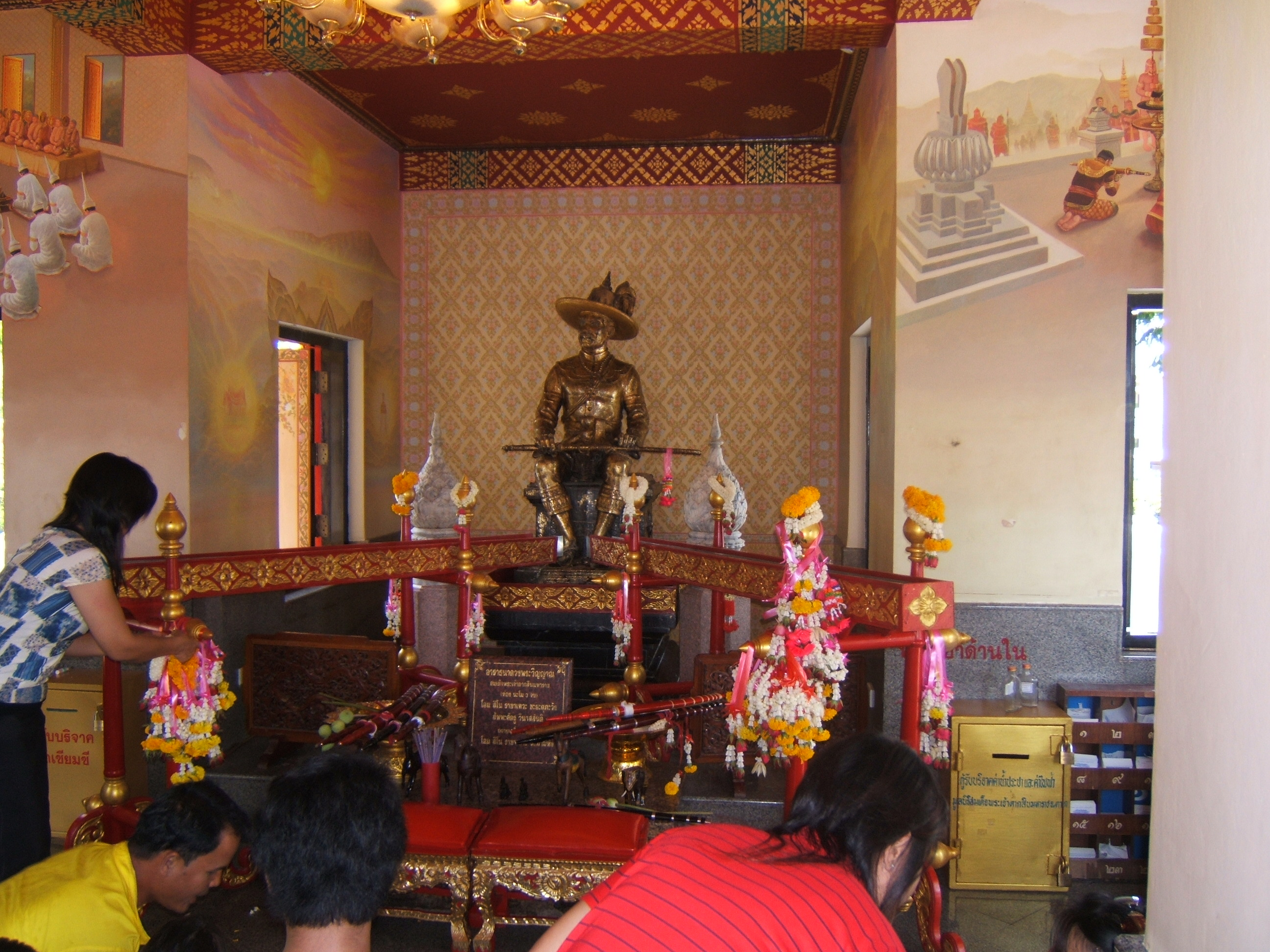
König Taksin (1767–1782)
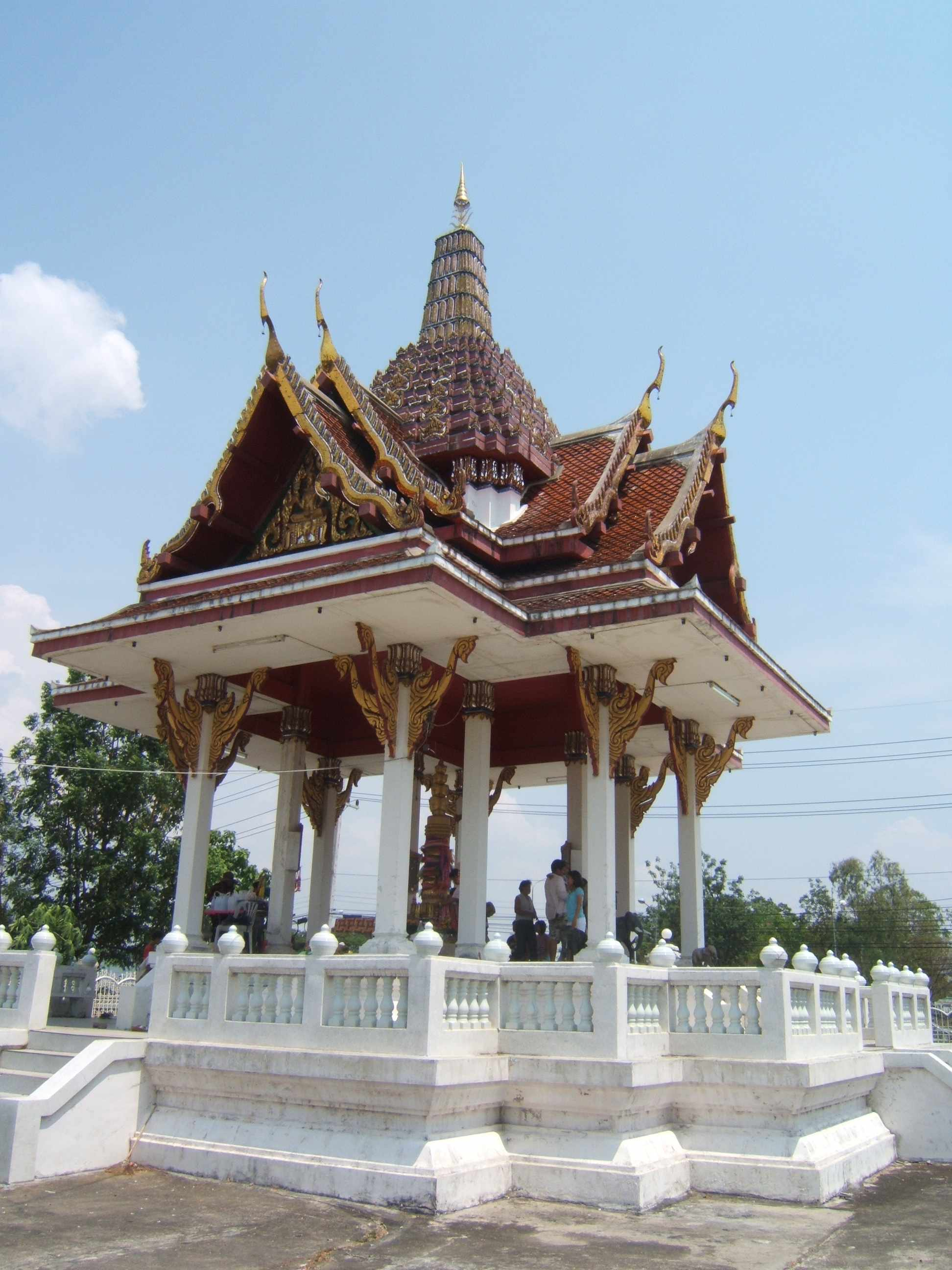
Lak Mueang
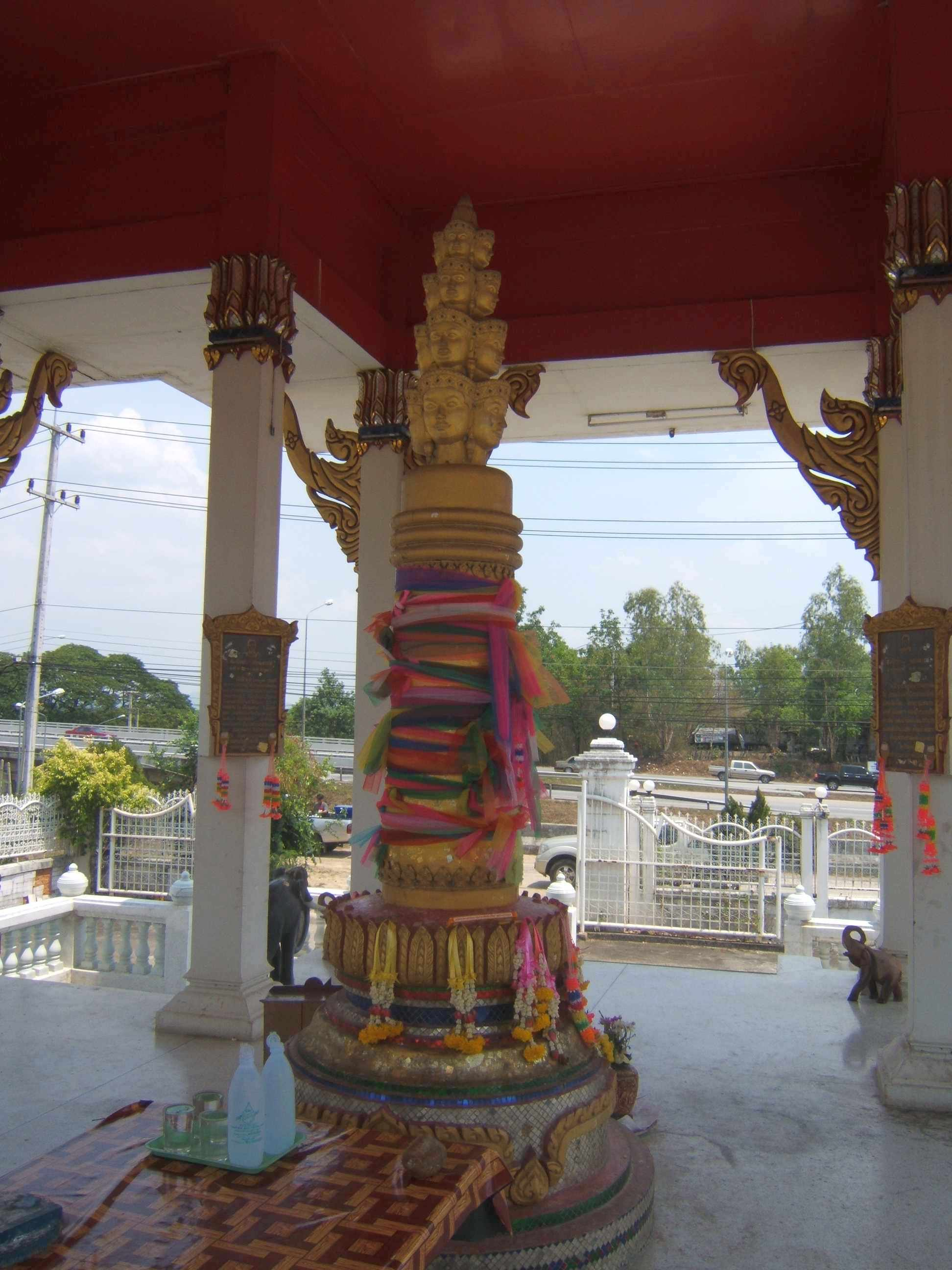
Die Säule des Lak Mueang Tak

## Lokale Feste
- 1. Januar – Feierlichkeit zu Ehren König Taksins

## Persönlichkeiten
- Nattawut Suksum (* 1997), Fußballspieler